# Ramzi Nafi Agha
Ramzi Nafi Agha, auch Ramzi Nafi Raschid Agha (kurdisch رەمزی نافیع ئاغا Ramzi Nafi‘ Aghâ, * 1917 in Erbil, Osmanisches Reich; † 1949 in Erbil, Königreich Irak) war ein kurdischer Nationalsozialist.
Als eine der umstrittensten Figuren der jüngeren kurdischen Geschichte hat er mit seiner Beteiligung am gescheiterten Unternehmen Mammut im kurdischen Selbstverständnis, dem Kurdayetî, hohes Ansehen in Kurdistan erlangt.

## Leben

### Herkunft und Jugend
Ramzi Nafi wurde im Palast von Ataulla Agha (Erbil, Osmanisches Reich) in eine reiche und angesehene Familie hineingeboren und entstammte einem in ganz Kurdistan bekannten und in jeder Hinsicht angesehenen Stamm namens Mamundi.
Er besuchte etwa sechs Jahre lang die Grundschule in Erbil und später drei Jahre lang die Mittelschule dort. Dann ging er für ein Jahr auf das örtliche Gymnasium in Kirkuk. In Kirkuk sei Ramzi der rechtsextremen Partei Hîwa (Hoffnung) beigetreten. Anschließend ging Ramzi an das zentrale naturwissenschaftlich orientierte Gymnasium in Bagdad, wo er 1938 die elfte Klasse besuchte.
Später, noch vor dem Abitur, musste er die Hauptstadt aus vermutlich politischen Gründen, verlassen, und ging nach Beirut. In Beirut hielt er sich von Oktober 1941 bis März 1942 auf. Dort war er als Freshman an der American University of Beirut eingetreten und wurde von vielen Schülern und der Fakultät als jemand wahrgenommen, der eine sehr kämpferische und feindselige Haltung gegenüber den Briten einnahm. Während seines Aufenthaltes in Beirut sei er auch der nationalistischen „Khoybun-Partei“ beigetreten, die schon damals ein unabhängiges Kurdistan anstrebte. Aufgrund seines Erfolgs und dank seines Abschlusses an der Amerikanischen Universität Beirut sollte Ramzi Nafi an das „Turkish Agriculture College“ in Ankara versetzt werden.

### Unternehmen Mammut

#### Vorgeschichte
Kurz nach seiner Ankunft in Ankara im Jahr 1942 wurde Ramzi Nafi von mehreren Mitgliedern der Nazi-Abwehr, einer geheimen militärischen Nachrichtendiensteinheit, kontaktiert, die sich aus einigen bekannten und erfahrenen Militärtaktikern, Spionen und Ausbildern zusammensetzte. Gottfried Johannes Müller leitete zusammen mit seinem Ausbilder Friedrich Wilhelm Hoffman die Operation. Sie trafen Ramzi Nafi in einem Café und sprachen über die Möglichkeit, einen roadmap-ähnlichen Plan für eine kurdische Vereinigung zu erstellen, als Gegenleistung für kurdische Aufstände gegen die Briten, die derzeit die Ölfelder in Kirkuk besetzten. Der Plan trug die Bezeichnung „Operation Brennender Orient“ und bestand aus zwei bereits bestehenden und neuen Plänen, von denen einer im Irak und der andere im Iran durchgeführt werden sollte. Der Plan im Irak war bereits ausgearbeitet und von Adolf Hitler persönlich genehmigt worden; er sollte in Bezug auf Scheich Mahmud Barzandschi „Unternehmen Mammut“ genannt werden. Der Plan sah vor, dass Gottfried Müller und Mitglieder der NS-Abwehr in Kurdistan landen und den Stämmen, die in enger Verbindung mit Scheich Mahmud Barzandschi standen, Befehle für einen Aufstand gegen die Briten erteilen sollten. Wenn möglich, sollte Scheich Barzandschi aus seiner Gefangenschaft befreit werden, in der er wegen seiner Rebellionen gegen die Briten saß. Dieser Aufstand sollte, wenn er erfolgreich wäre, mit Hilfe von Nachschub und Waffen, die den Kurden finanziert werden sollten, sowie mit Luftunterstützung durch die Luftwaffe KG 200, mit einer totalen deutschen Invasion bestätigt werden, die sich sowohl auf Indien als auch auf Palästina ausdehnen sollte, um die Briten aus Südasien und darüber hinaus zu vertreiben.

#### Scheitern

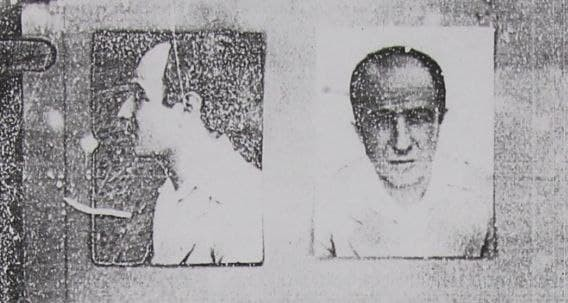
Ramzi Nafi Agha nach seiner Verhaftung

Die Mission scheiterte bereits am ersten Tag. Die Waffen- und Ausrüstungsbehälter gingen beim Fallschirmabsprung verloren und die Gruppe landete 300 km entfernt von dem beabsichtigten Ziel. Zwölf Tage später verhafteten die Briten die Akteure. Ramzi und die deutschen Offiziere kamen in britisch-irakische Gefangenschaft, wurden gefoltert und gequält. Die deutschen Teilnehmer wurden 1947 in ein britisches Militärlager in Deutschland verfrachtet und später entlassen. Ramzi erhielt lebenslange Haft. Die Kirkuk-Haifa-Pipeline, die ab 1935 irakisches Erdöl zu den Raffinerien nahe der Mittelmeerstadt Haifa leitete und die vom Time Magazine am 21. April 1941 als die „Halsschlagader des British Empire“ bezeichnet wurde, ebenso wie die bei Haditha abzweigende Kirkuk-Tripoli-Pipeline, bildeten das Rückgrat der Kriegsführung der Westalliierten im Mittelmeer, ihr Verlust hätte sich entscheidend auf den weiteren Kriegsverlauf ausgewirkt.

### Tod
Im Jahr 1947, zwei Jahre nach dem Zweiten Weltkrieg, wurde Ramzi Nafi entlassen, da er infolge der Folter und der Verhöre schwere psychische Probleme  hatte. Er verbrachte den Rest seines Lebens in einem kleinen Zimmer zu Hause, weit weg von seiner Familie, vermutlich wegen seiner mentalen Instabilität. 1949 verstarb Ramzi Nafi im Alter von 32 Jahren an den Folgen seiner psychischen Probleme.

## Historische Bedeutung und Nachwirkung
Die Erinnerung an Ramzi Nafis wurde nach dem Zweiten Weltkrieg aus dem öffentlichen Diskurs verdrängt.

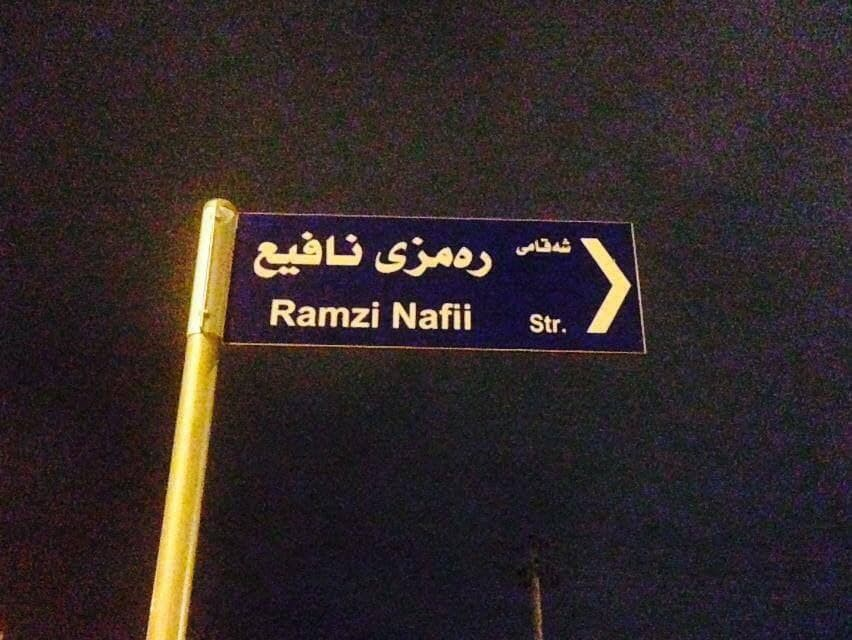
Ramzi-Nafi-Straße in Erbil

Nach wie vor wird Ramzi Nafi Agha von einigen kurdischen Nationalisten verehrt. Gleichzeitig wird Ramzi Nafi, dessen Familie in der Hauptstadt der autonomen Region Kurdistan hohes gesellschaftliches Ansehen genießt, eine große Bedeutung für das kurdische Selbstverständnis in der Region beigemessen. In Erbil wurde eine Straße nach ihm benannt und es wurden Lehrveranstaltungen über ihn an der Erbiler Salahaddin-Universität abgehalten.